# 門脇バイパス

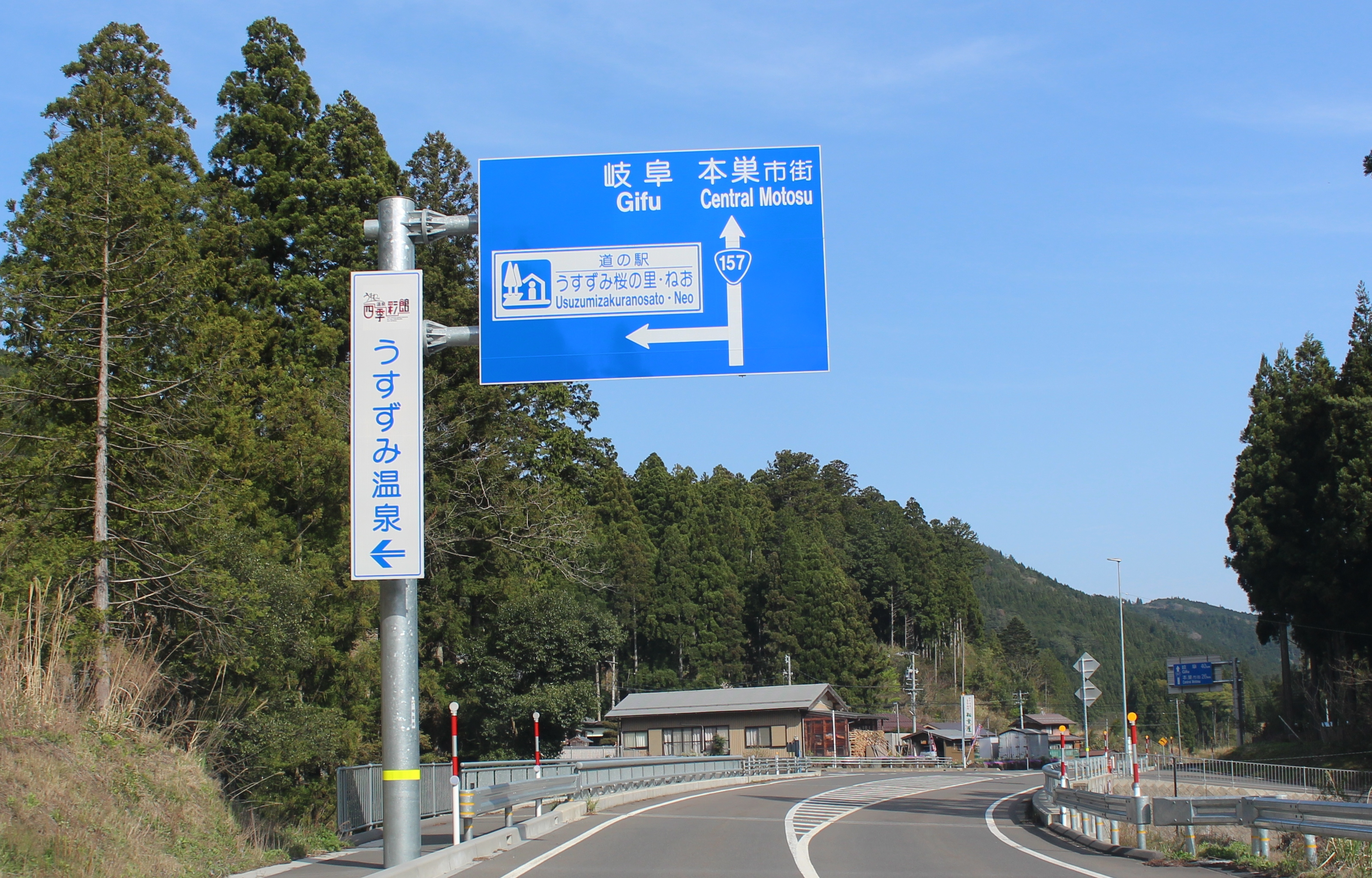
国道157号門脇バイパスにある、道の駅うすずみ桜の里・ねおへの案内標識

門脇バイパス（かどわきバイパス）は、岐阜県本巣市根尾長嶺から本巣市根尾越卒（おっそ）を結ぶ、全長1,400mの国道157号バイパスである（国道418号重複）。
2012年（平成24年）6月29日に一部供用開始、2013年（平成25年）10月25日に全線供用開始されている。

## 概要
国道157号は、そのほとんどが緊急輸送道路に指定されている重要な幹線道路であり、当該区間は第2次緊急輸送道路に指定されているが、根尾門脇の集落を通る現道には狭隘道路区間・線形不良区間が存在し、大型車のすれ違いが困難だった。
本バイパスは、本巣市根尾長嶺から根尾越卒までの1,400m区間について、道路改築事業（社会資本整備総合交付金）により、現道から離れた丘陵地帯を開削して整備したものである。岐阜県の掲げる県土1700km骨格幹線ネットワーク構想の推進、地域間の観光交流や産業振興の推進、災害時に有効に機能するネットワークの確保、隘路・線形不良個所の解消による円滑な交通の確保を目的とする。
沿道には1993年（平成5年）に開設した道の駅「うすずみ桜の里・ねお」、1995年（平成7年）に開業したうすずみ温泉等の観光レジャー施設が設けられており、本バイパスの整備により施設へのアクセスが向上するため、観光客の増加が期待される。また、車道幅員3.0mの2車線道路として整備されることにより、隘路・線形不良個所が解消され、防災拠点である道の駅「うすずみ桜の里・ねお」と本巣市役所根尾分庁舎（旧本巣郡根尾村役場）を円滑に結ぶ経路として、災害時の緊急活動を支援する機能も期待されている。

### 路線データ
- 起点：岐阜県本巣市根尾長嶺
- 終点：岐阜県本巣市根尾越卒
- 計画延長：1,400m
- 車線数：2車線
- 全体幅員：10.5m
  - 車道幅員：3.00m×2車線
  - 歩道幅員：2.50m（片側）
- 事業期間：1996年度（平成8年度） - 2013年度（平成25年度）
- 総事業費：約24億円

## 沿革
- 1996年（平成8年）：事業化
- 2012年（平成24年）6月29日：延長1,025.0mを供用開始[1]
- 2013年（平成25年）
  - 10月25日：全線供用開始[2]
  - 11月8日：バイパス開通に伴う道路の区域変更に伴い、旧道区間の一部（599m）を岐阜県道270号藤橋根尾線に移管[3]

## 主な構造物
- 敷原谷橋（L=30m）
- 洞の川橋（L=26m）
- 尾砂谷橋（L=21m）

## その他
- 本バイパスが建設された根尾越卒地区は空中写真から根尾谷断層の存在が推定されたため、オープンカット工事による本バイパス建設時に調査が行われ、ほぼ予想通りの場所に根尾谷断層の活断層露頭が確認されている[4]。

## 参考資料
- 岐阜県の道路整備について、岐阜県 県土整備部 道路建設課、2011年11月、25-31頁
- 社会資本総合整備計画評価審議資料、岐阜県 県土整備部 道路建設課、2015年11月、8頁